# Blackbird (Norma-John-Lied)
Blackbird (englisch für Amsel) ist ein englischsprachiges Lied des finnischen Duos Norma John. Sie vertraten mit diesem Lied Finnland beim Eurovision Song Contest 2017 in Kiew.

## Hintergrund
Am 23. November 2016 wurden Norma John als einer der zehn Finalisten von Uuden Musiikin Kilpailu 2017, der finnischen Vorentscheidung für den Eurovision Song Contest, angekündigt. Am 28. Januar 2017 fand das Finale des Vorentscheids statt, das sie für sich entscheiden konnten.

## Komposition

### Text
Der Text für Blackbird stammt von dem Duo selbst. In dem Lied singt Tirronen von einer Amsel, die sie an ihre verloren gegangene Liebe erinnert. Durch den Gesang des Vogels beginnt die Sängerin, an die Zeit mit ihrem Expartner zu denken. Jetzt, da die Beziehung zwischen den beiden vorüber ist, möchte sie an diese Zeit nicht mehr erinnert werden und die Sängerin fordert „Blackbird, don’t sing“ (dt. Amsel, singe nicht).

### Musik
Komponiert wurde das Lied ebenfalls von Leena Tirronen und Lasse Piirainen selbst. Die Ballade hat einen für Popmusik typischen Aufbau: Auf die erste Strophe folgt der Refrain, daraufhin folgt die zweite Strophe, dann erneut der Refrain. Nach dem zweiten Refrain setzen die Bridge mit einem Klavierintermezzo und der letzte Refrain ein, der einige Variationen beinhaltet. Die Sängerin Leena Tirronen wird zunächst nur von Piirainen am Klavier begleitet, später folgen synthetische Klänge und Streicher. Das Tempo des Liedes liegt bei 84 Schlägen pro Minute.

## Beim Eurovision Song Contest
Am 31. Januar 2017 wurde Finnland der ersten Hälfte des ersten Halbfinales zugelost. Am 31. März 2017 wurde die Startreihenfolge für den 9. Mai veröffentlicht: Norma John erhielten Startnummer sieben. Es gelang ihnen jedoch nicht, sich für das Finale zu qualifizieren.